# Radio EVRO
Radio EVRO staat voor Essense Verenigde Radio Omroep en wordt beheerd door EVRO VZW. EVRO verzorgt dagelijks radio-uitzendingen voor Essen (België) en omgeving via de FM-frequentie 105,5 MHz. 

## Geschiedenis
Radio EVRO ontstond in 1990 als familieradio na een fusie van de toenmalige radio's Palermo en Saturnus. Tot eind 1998 werd onder deze roepnaam op zelfstandige basis radio gemaakt. EVRO bracht een gevarieerde programmatie en stelde zich op als medium waarlangs verenigingen en lokale besturen hun aankondigingen gratis konden bekendmaken.
Omdat het financieel niet meer mogelijk was om in een beperkt uitzendgebied zelfstandig voort te bestaan, werd eind 1998 besloten om aansluiting te zoeken bij de C-Dance-keten, die toen populair was bij de jongeren. Dat betekende enerzijds het einde van de roepnaam "EVRO", maar toch konden heel wat van de toenmalige medewerkers een eigen "ontkoppelde" programma verzorgen in het C-Dance-format. Dat bleef zo tot oktober 2003, toen noodgedwongen verhuisd diende te worden van de toenmalige studio's in de Dreef te Essen naar een kleinere ruimte in de Melkerijstraat. In oktober 2006 stopte ook C-Dance met zijn programmatie, vooral vanwege de te hoge SABAM-kosten. In februari 2007 werd in de vzw plaatsgemaakt voor medewerkers van Radio Suc6FM. Dat betekende ook het einde van de inbreng van de originele initiatiefnemers van de Essense radio-omroep.
Presentatoren in die tijd waren onder anderen: Marc van de Velde, Peter Groenendaal, Peter de Vries.
Sinds september 2012 was via de voormalige EVRO-frequentie 105.5 MHz het signaal van Feel Good Radio te ontvangen, een radio met liveprogrammatie van 06:00 tot 21:00 en voornamelijk hits uit de jaren 60, 70, 80 en 90.  In september 2013 is de zender uitgezet wegens het ontbreken van een zendmast. Tot op dit moment zijn de uitzendingen nog niet hervat.